# Gustáv Krajči
Gustáv Krajči (Fülek, 1951. május 19. –) szlovák  politikus, a HZDS párt tagja volt, 1996. augusztus 27 és 1998. október 30. között Szlovákia belügyminisztere volt.

## Pályája
Pályáját pedagóguskét kezdte, 1975-től általános iskolában, később egyetemen tanított illetve igazgatóhelyettesként és igazgatóként dolgozott. 1996-ban belügyminiszter lett a harmadik Vladimír Mečiar kormányban.

### Népszavazás meghíúsítása és következményei
1997 májusában belügyminiszterként úgy döntött, hogy egy népszavazás kérdőívére nem nyomtatják rá az egyik – a köztársasági elnök közvetlen megválasztásáról szóló – kérdést. 
A kérdést 495 000 választópolgár, aláírásgyűjtés útján jelölte a népszavazásra és a köztársasági elnök Michal Kováč terjesztette elő. Néhány nappal a választások előtt azonban az alkotmánybíróság úgy döntött, hogy a köztársasági elnök megfogalmazása olyasmit is tartalmaz, amit a választópolgári kezdeményezés nem tartalmazott. Az alkotmánybíróság ugyanakkor nem mondta ki, hogy a szavazás nem tartható meg. Ennek ellenére Krajči döntésére a kérdést a szavazólapról lehagyták. Ez ellentétben állt a népszavazási bizottság döntésével, ám a bizottság pecsétjét ennek ellenére elhelyezték a szavazólapon. A szavazás meghiúsítása miatt a bizottság feljelentette Krajčit. Amikor azonban 1998-ban Kováč elnöki mandátuma lejárt és Vladimír Mečiar ideiglenesen ellátta az elnöki tisztet, amnesztiát adott Krajčinak. Ezt az amnesztiát a szintén ideiglenes államfő Mikuláš Dzurinda az év végén megszüntette és a nyomozás megindult, majd 1999-ben vádat is emeltek a volt belügyminiszter ellen, de 2000-ben a bíróság érvénytelennek ítélte az amnesztia megszüntetését. 2017-ben azonban a szlovák alkotmánybíróság megszüntethetőnek ítélte a Mečiar által adott amnesztiát, így az eljárás ismét megindulhatott.